# (4309) Marvin
(4309) Marvin ist ein Asteroid des Hauptgürtels, der am 30. August 1978 vom Harvard-College-Observatorium aus entdeckt wurde.
Der Asteroid wurde nach der Geologin Ursula B. Marvin benannt.